# Lori de clatell blanc
El lori de clatell blanc(Lorius albidinucha) és una espècie d'ocell de la família dels psitàcids que habita zones boscoses de Nova Irlanda a l'Arxipèlag de Bismarck.